# Snäckanemon
Snäckanemon (Hormathia digitata) är en havsanemonart som först beskrevs av Otto Friedrich Müller 1776. Snäckanemonen ingår i släktet Hormathia och familjen Hormathiidae. Arten är reproducerande vid svenska västkusten. Inga underarter finns listade i Catalogue of Life.